# Messe Cum Jubilo (Duruflé)
La messe « Cum Jubilo » est une courte messe composée par Maurice Duruflé en 1966 pour un ensemble vocal composé d'un baryton soliste et d'un chœur de barytons. Cette messe existe en trois versions différentes, avec orgue (éd. en 1967), grand orchestre (1971) et orchestre réduit (1972).
La partie vocale de l'œuvre est monodique et présente une atmosphère proche du chant grégorien.
Composée tardivement en 1966, elle est l'avant-dernière œuvre sacrée publiée par Duruflé, la dernière étant un Notre Père à quatre voix en 1977. Duruflé, élève de Paul Dukas, semble avoir repris l'extrême exigence autocritique de ce dernier et le principe qu'une musique doit être irréprochable pour être publiée. Ainsi cette messe n'est que son opus 11 sur 14 opus publiés.
Dédiée à sa femme Marie-Madeleine Duruflé, l'œuvre a été créée à la Salle Pleyel à Paris le 18 décembre 1966, avec Camille Maurane en soliste, le chœur Stéphane Caillat et l'orchestre Lamoureux dirigé par Jean-Baptiste Mari.

## Circonstances de la composition
La composition de cette messe semble liée aux bouleversements de la liturgie catholique provoqués par le concile Vatican II dans les années 1960, réformant également la musique d'église. Duruflé était très attaché au chant grégorien et à l'orgue comme constitutif de la liturgie, et il témoigne dans ses mémoires que c'est même ce qui l'a déterminé à devenir organiste. Bien que la constitution Sacrosanctum Concilium édictée lors de Vatican II accordait toujours en principe une place importante au chant grégorien et à l'orgue, Duruflé constate une dérive, à ses yeux, et un non respect de cette constitution dans la pratique d'église.
Duruflé montre sa détermination en rédigeant pas moins de dix essais entre 1965 et 1970 pour plaider la conservation du chant grégorien et de l'orgue dans la musique d'église,. Il a également contribué à la modernisation du chant grégorien dans la seconde moitié du XXe siècle et a reçu à ce titre la distinction de "Commandeur de l'ordre de Saint-Grégoire-le-Grand" en 1961.
Pendant cette période, il compose donc la messe "Cum Jubilo", une messe de concert fondée sur ce qu'il considère être les fondamentaux de la musique d'église : le chant grégorien et l'orgue.

## Réception
Jacques Longchampt, dans Le Monde du 21 décembre 1966, considère la messe comme anachronique dans le cadre d'une révolution liturgique en cours et le « vestige d'une époque disparue ».
William Tortolano décrit la messe comme une « défense définitive, et même rageuse, d'une position résolue contre les réformes de Vatican II ».
En 2013, le musicologue Christopher Rios perçoit plutôt cette messe moins comme une protestation que comme un moyen de trouver un sens et une direction à la musique sacrée après Vatican II.

## L’œuvre
L'indication « cum jubilo » est le sous-titre du 9e Kyriale de l'ordinaire de la messe, donnée lors des fêtes mariales, telle qu'on peut le trouver encore aujourd'hui dans le Graduale Triplex (Solesmes 1979). Les mouvements de la messe sont fondés sur les plainchants de cette kyriale. Contrairement à son Requiem, la ligne mélodique des chants grégoriens est inaltérée dans chacun des cinq mouvements.
Comme pour son Requiem, Duruflé a d'abord composé cette messe pour orchestre et orgue, et a ensuite arrangé l’œuvre pour petit ensemble instrumental et orgue, et pour orgue seul.
L'harmonie, qui semble surgir sans effort du caractère modal de la progression mélodique, est entièrement confiée à l'orchestre ou à l'orgue. Le résultat est un chant grégorien harmonisé, chanté en unisson traditionnel, alternativement vigoureux, voire explosif, puis introverti et encadré dans des harmonies mystérieuses qui sont si caractéristiques du style français de l'après-guerre.
La durée moyenne d'exécution de l'ensemble de la messe « Cum Jubilo » est de vingt minutes environ.
Commentant la partition, Norbert Dufourcq souligne que « Duruflé procède de deux manières pour la mise en valeur du texte grégorien : ou bien il le confie au chœur de ses voix de baryton, l'orchestre se bornant à féconder un environnement modal ; ou bien c'est l'orchestre qui reçoit une promotion et qui détaille la mélodie du plain-chant, les voix se chargeant d'un développement qui se fond à merveille avec la substance grégorienne. Tout cela évolue dans un langage harmonique d'une saveur modale sans pareille ».

### Kyrie
Le premier mouvement, le Kyrie, est dans un climat général très recueilli. Il est en trois parties. Les barytons interviennent avec un rythme en triolets, puis sont sollicités mezzo forte dans la partie supérieure de leur registre pour le Christe eleison, avant la reprise piano du Kyrie eleison initial. L'orchestre ou l'orgue harmonise continuellement le plainchant, en imitant le début et la fin des phrases vocales pendant les pauses du chœur.

### Gloria
Le Gloria, deuxième mouvement et cœur de l'œuvre, déborde d'une jubilation brillante et éclatante, confiée aux cuivres aigus dans les parties initiale et finale, tandis que la partie centrale Gratia agimus tibi est plus humble et confiée au baryton soliste, illuminée par un dialogue et des imitations subtiles entre la voix et l'orgue.

### Sanctus
Le troisième mouvement, Sanctus, en mi majeur, est présenté sur une basse obstinée de carillon en ut majeur. De caractère psalmodié, dans un tempo plutôt lent, il s'anime sur le Pleni sunt coeli. Un crescendo conduit ensuite au puissant Hosanna in excelsis, en « notes longues, sur des tenues de l'orgue assez compactes ».

### Benedictus
Le Benedictus, quatrième mouvement, est traité comme une brève pièce autonome confiée au baryton solo, dans un ambitus restreint. La ligne de chant est dépouillée, « d'une ferveur intériorisée, sur accompagnement modal de l'orgue, appuyé ».

### Agnus Dei
Le cinquième et dernier mouvement, « Agnus Dei », est caractérisé par la participation du chœur et se déploie en une grande courbe vocale tendue vers le registre aigu. L'entrée de chaque « Agnus » est précédée d'un interlude à l'orgue (ou à l'orchestre) en « douces colorations. La conclusion, sur pédale d'orgue, affiche une évangélique sérénité ».

## Discographie
- Éric Lebrun, orgue ; Didier Henry, baryton ; Ensemble Vocal Michel Piquemal ; Orchestre de la Cité ; Marc Vieillefon, violon ; dir. Michel Piquemal (octobre 1994, Naxos) (OCLC 8.553197)
- Marie-Claire Alain, orgue ; Anne Sofie von Otter, mezzo-soprano ; Thomas Hampson, baryton ; chœur Orfeón Donostiarra (en) ; Orchestre du Capitole de Toulouse ; dir. Michel Plasson (avril 1999, EMI) (OCLC 45004554)
- Erwin Wiersinga, orgue ; Chœur The Gents ; dir. Peter Dijkstra (en) (juillet 2004, Channel Classics Records (en) CCS SA 22405) (OCLC 1319693076)
- Richard Pinel, orgue ; Mark Chaundy, ténor ; The Choir of Magdalen College Oxford ; English Sinfonia, dir. Bill Ives (juillet 2005, SACD Harmonia Mundi) (OCLC 262898169)
- Régis Rousseau, orgue ; Marc Boucher, baryton ; Chantres musiciens ; dir. Gilbert Patenaude (janvier 2007, Disques XXI) (OCLC 756979891)
- Stephen Cleobury, orgue ; Ashley Riches, baryton-basse ; Chœur du King’s College, Cambridge, dir. Richard Gowers (janvier 2016, The Choir of King’s College) (OCLC 1156440524)
- Randall Harlow, orgue ; University Of Northern Iowa Varsity Men's Glee Club ; dir. John Wiles (concert 15 avril 2016, Centaur Records (en) CRC 3715) (OCLC 1159438456)